# Fringuelli a dura prova
Fringuelli a dura prova è un cortometraggio comico del 1913 diretto e interpretato da Ernesto Vaser.

## Critica
(Il Maggese Cinematografico, 25 dicembre 1913)